# Shameer Mon
Shameer Mon Naseema Manzile (* 20. Oktober 1983) ist ein ehemaliger indischer Leichtathlet, der sich auf den Sprint spezialisiert hat.

## Sportliche Laufbahn
Erste internationale Erfahrungen sammelte Shameer Mon im Jahr 2007, als er bei den Asienmeisterschaften in Amman mit der indischen 4-mal-100-Meter-Staffel in 39,84 s den vierten Platz belegte. 2009 erreichte er bei den Asienmeisterschaften in Guangzhou in 39,58 s Rang fünf und 2010 gewann er bei den Südasienspielen in Dhaka in 40,18 s die Silbermedaille hinter dem Team aus Sri Lanka. Anschließend gewann er bei den Commonwealth Games in Neu-Delhi mit neuem Landesrekord von 38,89 s die Bronzemedaille hinter England und Jamaika und bei den darauffolgenden Asienspielen in Guangzhou wurde er in der Staffel wegen eines Dopingverstoßes einer seiner Mitstreiter disqualifiziert. 2011 belegte er bei den Asienmeisterschaften in Kōbe in 40,38 s den achten Platz mit der Staffel und erreichte anschließend bei den Militärweltspielen in Rio de Janeiro im 100-Meter-Lauf das Halbfinale und schied dort mit 10,88 s aus. Er setzte seine Karriere ohne größere Erfolge bis ins Jahr 2016 fort und beendete diese dann im Alter von 32 Jahren.
2007 wurde Mon indischer Meister im 100-Meter-Lauf.

## Persönliche Bestleistungen
- 100 Meter: 10,46 s (0,0 m/s), 5. Juni 2010 in Bengaluru
- 200 Meter: 22,11 s (+1,4 m/s), 10. September 2008 in Kochi